# Amfiteatr im. Henryka Mrozińskiego w Braniewie
Amfiteatr im. Henryka Mrozińskiego w Braniewie – amfiteatr w Braniewie wybudowany w 1974 w miejscu średniowiecznej fosy okalającej mury obronne Braniewa.

## Historia
W XIII stuleciu dokonano przekopu rzeki Pasłęki, dzięki temu zabiegowi Braniewo otaczała fosa z wodą ze wszystkich stron, a miasto zyskało znacznie na obronności. Z biegiem czasu jednak fosa od strony południowej zaczęła się wypłycać i zarastać. W XVIII w. rozpoczęto zasypywać fosę oraz likwidować umocnienia obronne miasta. Augustin Lutterberg podaje, iż odcinek fosy przy cmentarzu św. Jana (okolice amfiteatru) zlikwidowany został w 1725 roku, zaś w 1791 w jego południowej części usypana została grobla łącząca Stare Miasto z Fromborskim Przedmieściem i Koźlinem.
Wał, po którym przebiegła droga (styk ul. Gdańskiej i Fromborskiej), rozdzielił pierwotną fosę na dwie części, i wyznacza współcześnie granicę terenu amfiteatru miejskiego. Z tej części fosy, położonej na północ od Wysokiej Wieży, utworzono najpierw skwer miejski. Powszechnie był dalej zwany Stadtgraben (czyli fosa, stąd wzięła się nazwa pobliskiego placu Am Stadtgraben, czyli przy fosie). Na początku XX w. miejsce to zyskało drugie określenie Pflaumengrund od rosnących przy nim drzew, było nadal miejscem częstych spotkań mieszkańców miasta.
22 października 1933 w północnym narożu skweru (w pobliżu budynku sądu) odsłonięty został pomnik ku czci poległych w I wojnie światowej mieszkańców Braniewa. Projekt pomnika wykonał architekt Wolfgang Weyrauch, a tablice i figury z brązu rzeźbiarz Georg Fuhg. Przez następne lata odbywały się w tym miejscu uroczystości z udziałem władz partii i wojska, a obszerny plac doskonale nadawał się do organizacji tego typu imprez. W 1945 podczas prowadzonych działań wojennych pomnik został częściowo uszkodzony, ale przez kilkanaście lat po wojnie jeszcze stał, nim został rozebrany, gdyż w świadomości powojennych mieszkańców Braniewa uchodził tylko za szubienicę, a nie pomnik pamięci poległych żołnierzy.
W latach 70. XX w. został w tym miejscu zbudowany amfiteatr miejski. Powstawał w dużej mierze w ramach populanego w okresie PRL-u czynu społecznego mieszkańców Braniewa. Zwłaszcza przy pracach ziemnych brali udział przedstawiciele wielu braniewskich zakładów pracy. Ukończono go i oddano do użytku w 1974 roku. W 2011 roku obiekt był modernizowany. Współcześnie amfiteatr jest miejscem wielu imprez kulturalnych i atrakcją turystyczną miasta. Obiekt wraz z zabytkowym otoczeniem stanowi niepowtarzalną wizytówkę miasta, a mieszkańcy i turyści zyskali miejsce do rekreacji i spędzania wolnego czasu.
20 stycznia 2016 roku amfiteatr miejski otrzymał imię Henryka Mrozińskiego, burmistrza Braniewa przez trzy kadencje (2002–2014, zm. 2015).

## Galeria

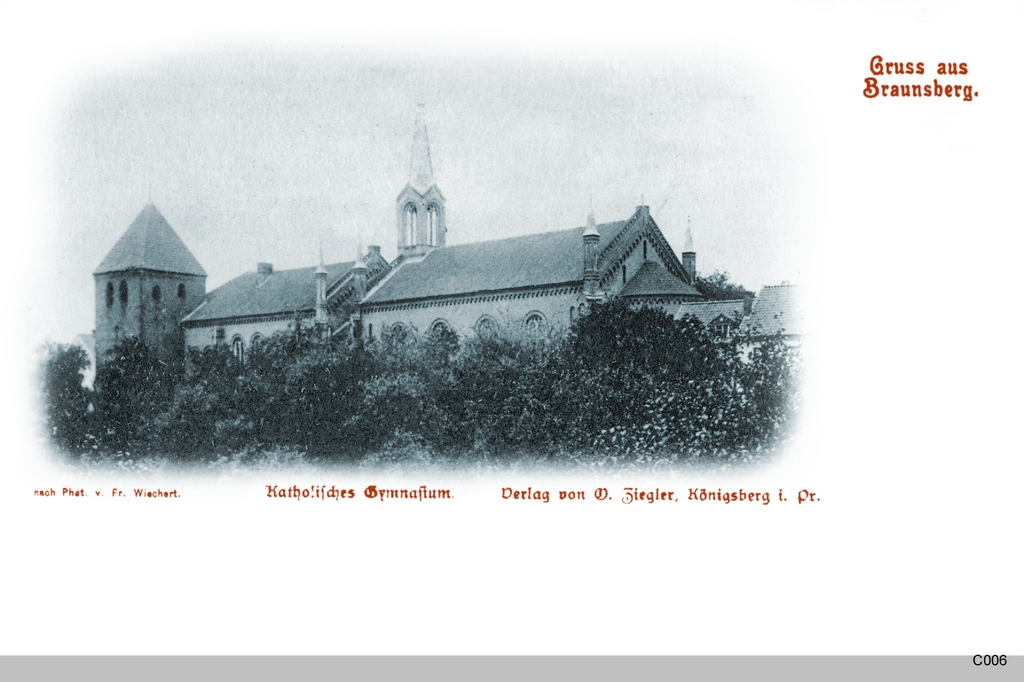
Pflaumengrund przed wojną: wieża i kościół
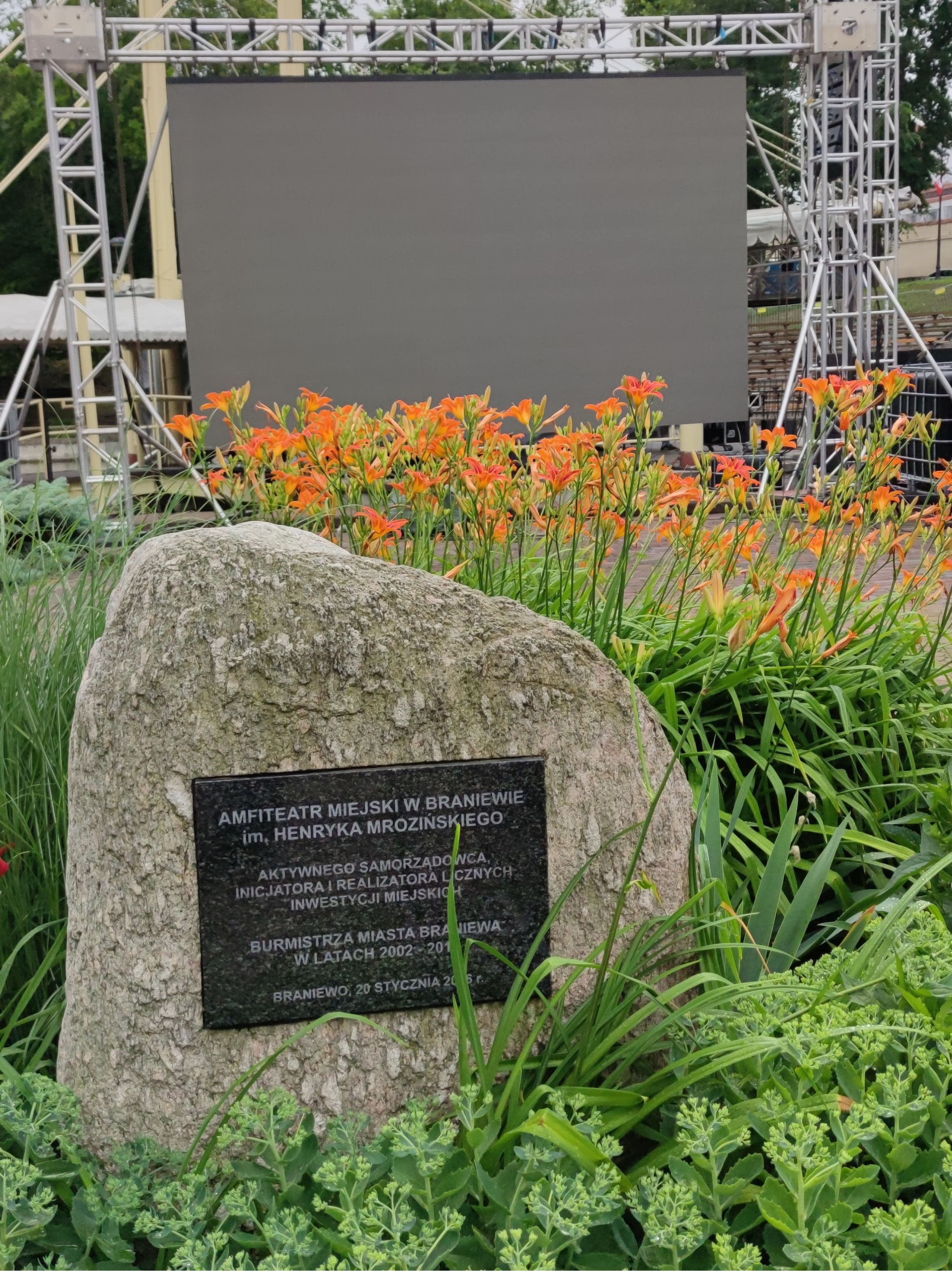
Kamień upamiętniający patrona amfiteatru
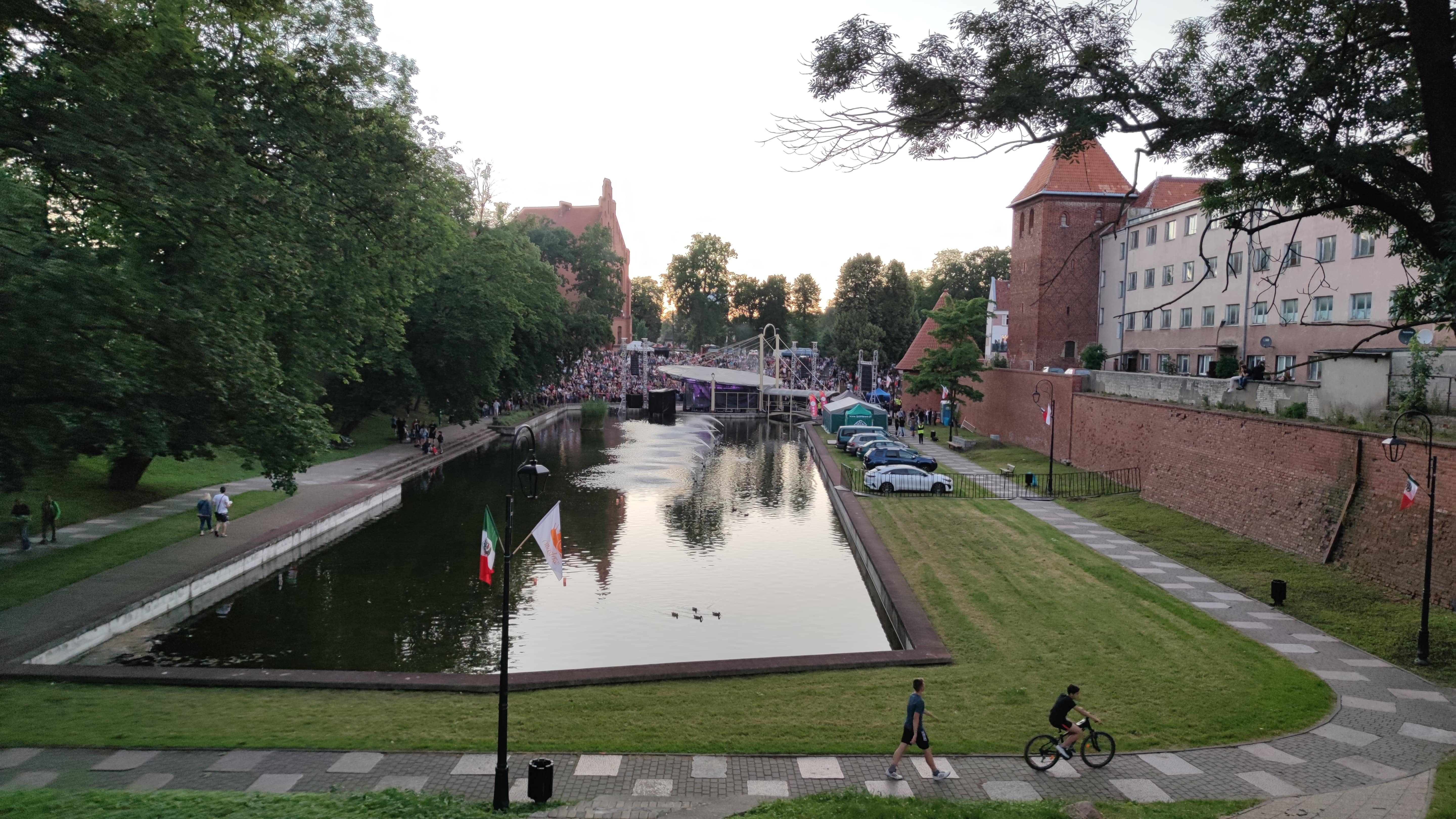
widok od ul. Gdańskiej
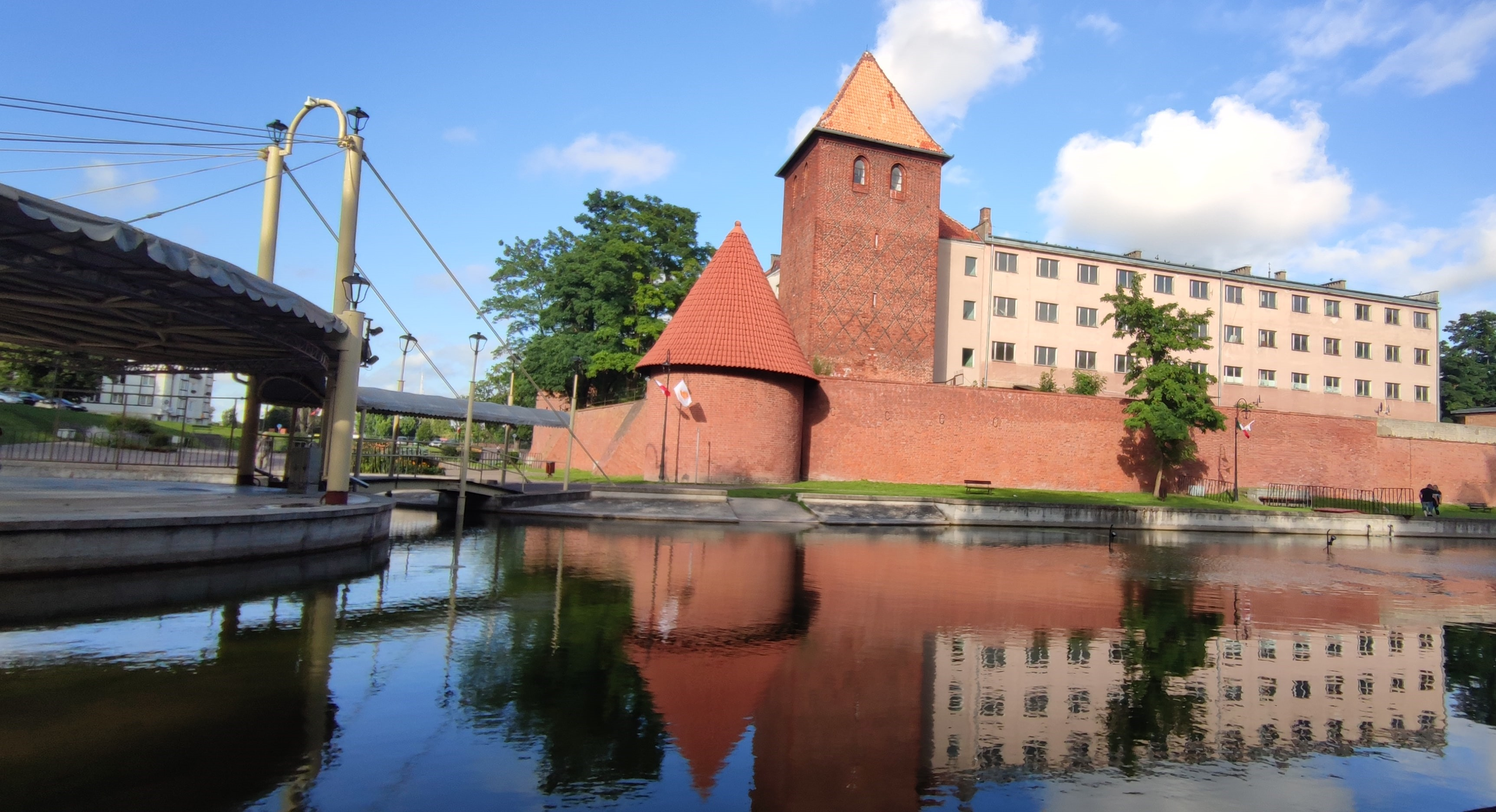
Mury obronne i fosa z wodą
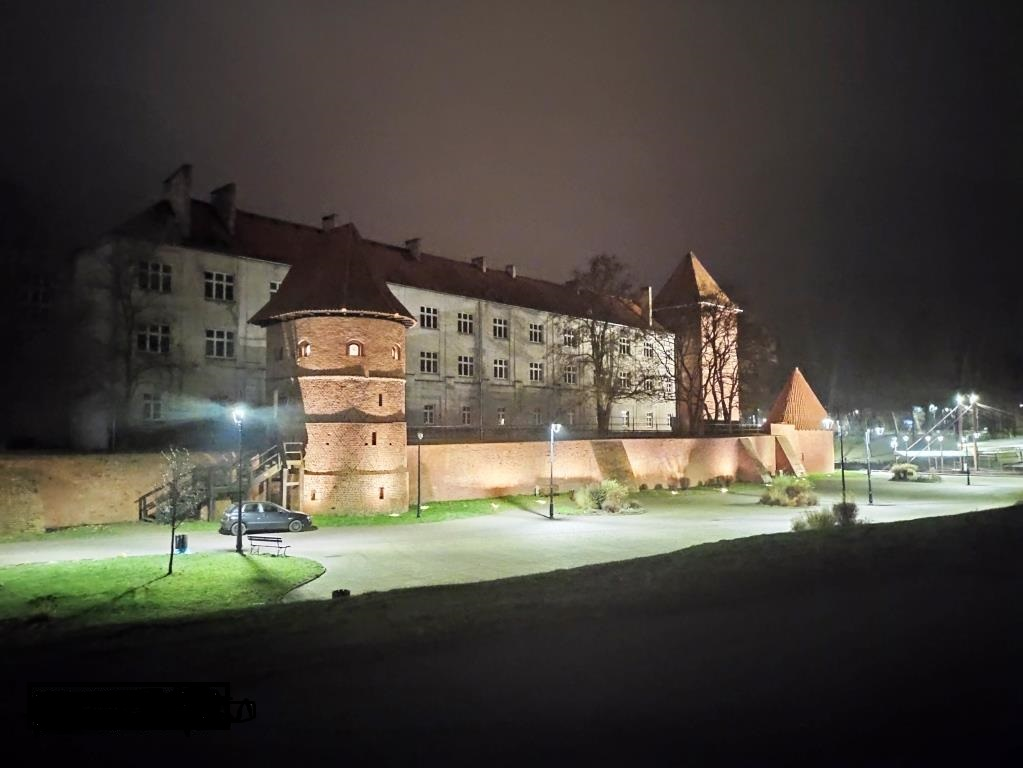
widok nocą (pierwsza Baszta Prochowa)
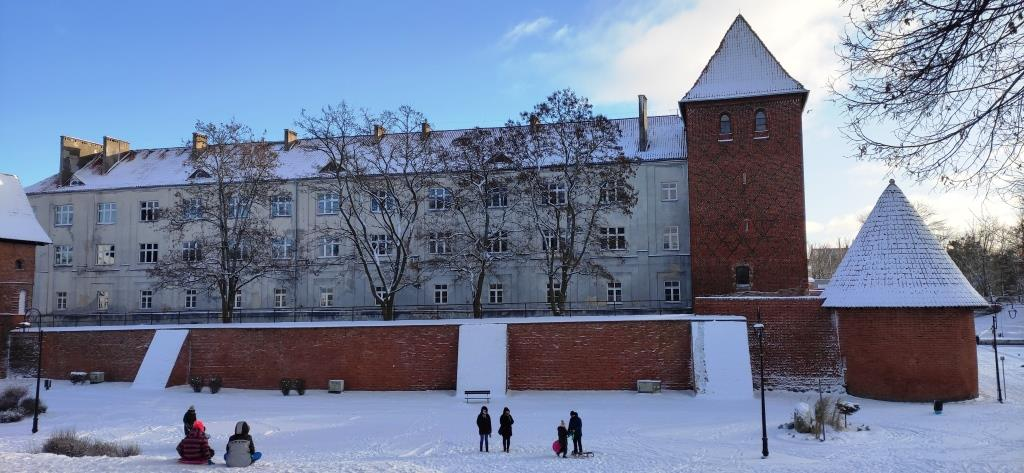
Miejsce rekreacji również zimą
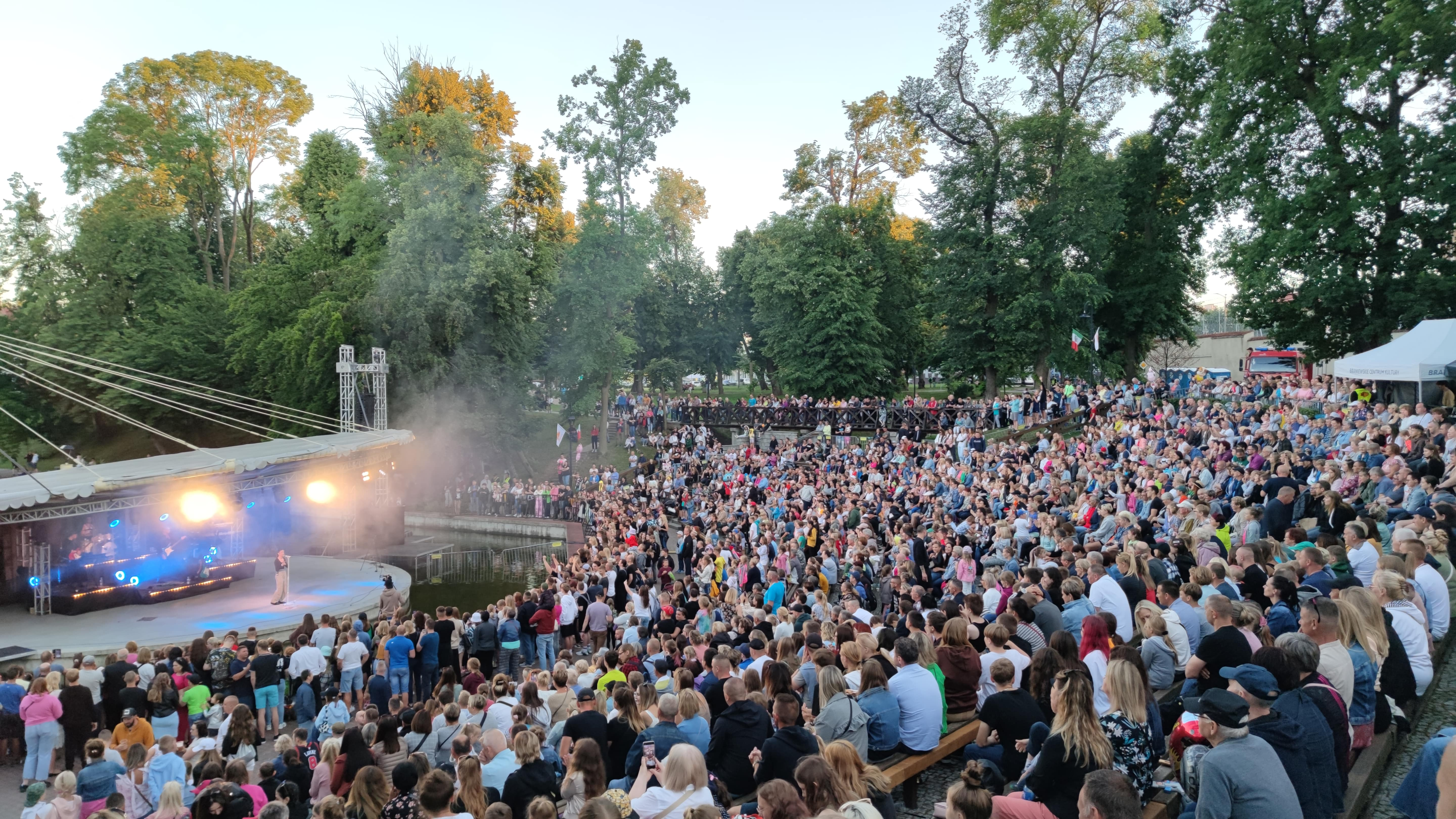
Koncert Viki Gabor 2 lipca 2022